# Canadian Alliance
De Canadian Alliance (voluit: Canadian Reform Conservative Alliance, Frans: l'Alliance réformiste conservatrice canadienne, Nederlands: Canadese Alliantie) was een Canadese federale politieke partij. De partij bestond tussen 2000 en 2003 en was toen de Officiële Oppositie in het Canadees Lagerhuis.
De partij was een voortzetting van de in 1987 opgerichte Hervormingspartij van Canada (Reform Party of Canada) en enkele andere conservatieve groeperingen. De latere minister-president van Canada Stephen Harper was de laatste leider van de partij. Hij was er mede verantwoordelijk voor dat de Canadese Alliantie met de Progressief-Conservatieve Partij van Canada opging in de Conservatieve Partij van Canada.

## Verkiezingen voor hetCanadees Lagerhuis, 2000
| Jaar | # kandidaten | # zetels | # stemmen | % stemmen (landelijk) | % stemmen (Alberta) |
| ---- | ------------ | -------- | --------- | --------------------- | ------------------- |
| 2000 | 298          | 66       | 3.276.929 | 25,5%                 | 58,9%               |

Vertegenwoordigd in het Canadees Lagerhuis:
Bloc Québécois · Conservatieve Partij van Canada · Groene Partij van Canada · Liberale Partij van Canada · Nieuwe Democratische Partij van Canada
Voor partijen die niet in het Lagerhuis vertegenwoordigd zijn, provinciale partijen, en opgeheven partijen, zie Lijst van Canadese politieke partijen.